# 레드미 노트 5

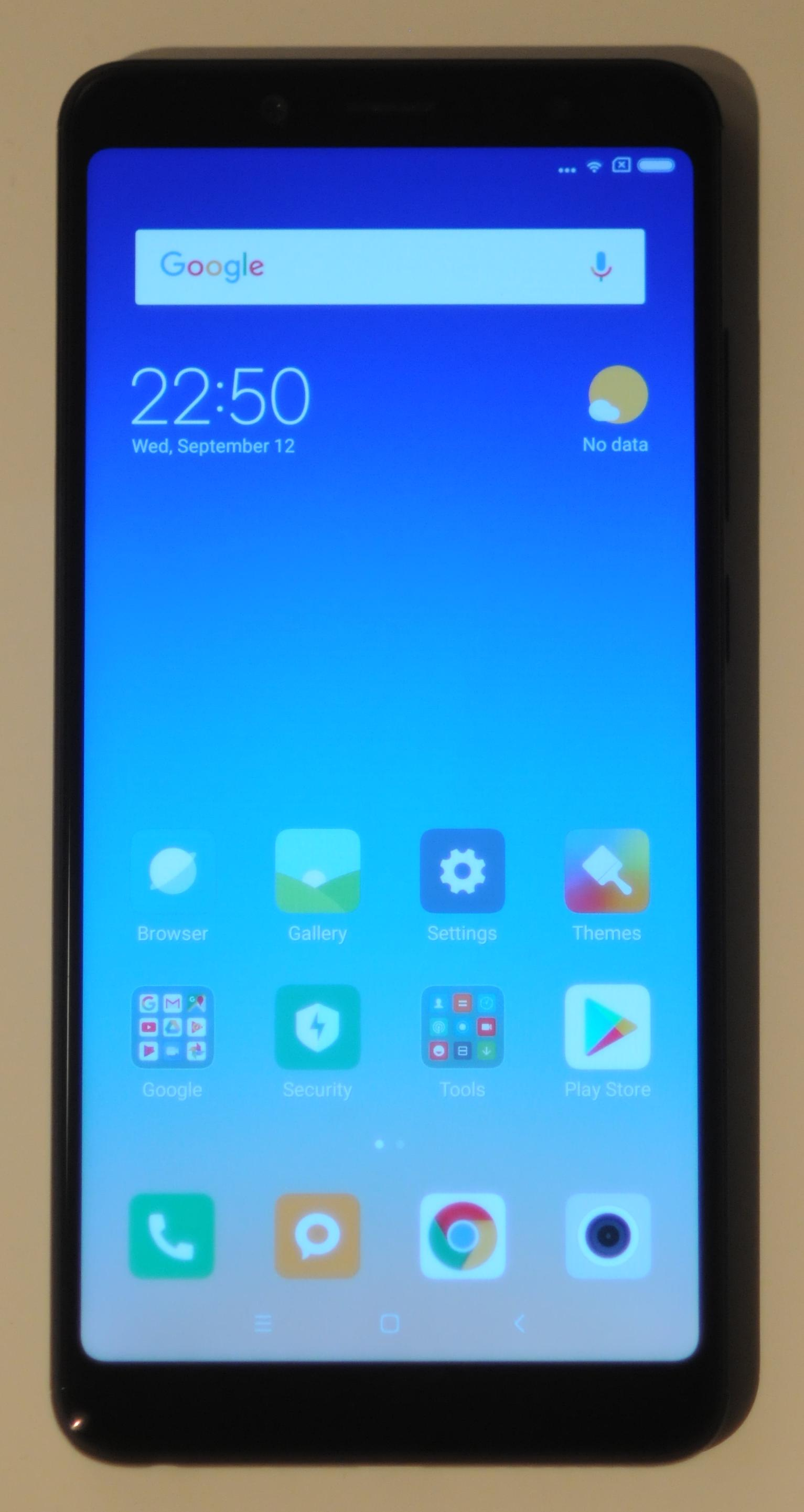

샤오미 레드미 노트 5(영어: Xiaomi Redmi Note 5) 또는 샤오미 홍미 노트 5는 샤오미에서 나온 MIUI9가 탑재된 핸드폰이다. 퀄컴 스냅드래곤 636 AP와 후면 12MP + 5MP 듀얼 카메라를 탑재하였다. 디스플레이는 5.99인치 IPS TFT-LCD로 해상도는 2160*1080 Wide FHD이다.

## 역사
2018년 7월 16일 샤오미 공식 지모비코리아를 통해 국내 정식 출시되었다. SKT와 KT에서 정식으로 발매한 최초의 샤오미 스마트폰이다. 출고가는 292,000원으로 책정되었다.

## 지원
2018년 8월 7일 현재 공식 글로벌롬 MIUI 9.5.17.0 기준 Dual VoLTE를 지원한다.

## 문제점
통신사 기본 영상통화가 되지 않는 문제가 있다.